# Wahlbezirk Böhmen 49
Der Wahlbezirk Böhmen 49 war ein Wahlkreis für die Wahlen zum Abgeordnetenhaus im österreichischen Kronland Böhmen. Der Wahlbezirk wurde 1907 mit der Einführung der Reichsratswahlordnung geschaffen und bestand bis zum Zusammenbruch der Habsburgermonarchie.

## Geschichte
Nachdem der Reichsrat im Herbst 1906 das allgemeine, gleiche, geheime und direkte Männerwahlrecht beschlossen hatte, wurde mit 26. Jänner 1907 die große Wahlrechtsreform durch Sanktionierung von Kaiser Franz Joseph I. gültig. Mit der neuen Reichsratswahlordnung schuf man insgesamt 516 Wahlbezirke, wobei mit Ausnahme Galiziens in jedem Wahlbezirk ein Abgeordneter im Zuge der Reichsratswahl gewählt wurde. Der Abgeordnete musste sich dabei im ersten Wahlgang oder in einer Stichwahl mit absoluter Mehrheit durchsetzen. Der Wahlkreis Böhmen 49 umfasste die Gerichtsbezirke Smichow und Königsaal, wobei
die zum Wahlbezirk 8 bzw. Wahlbezirk 9 gehörenden Gemeinden Smíchov, Košíře, Kněževes, Střešovice, Dejvice, Bubeneč und Hlubočepy vom Wahlbezirk ausgenommen waren. Das Gebiet des ehemaligen Wahlbezirks gehört heute zur Stadt Prag.
Aus der Reichsratswahl 1907 ging aus dem ersten Wahlgang der Sozialdemokrat Antonín Svěcený als Sieger hervor. Bei der Reichsratswahl 1911 konnte Svěcený sein Mandat erfolgreich verteidigen.

## Wahlergebnisse

### Reichsratswahl 1907
Die Reichsratswahl 1907 wurde am 14. Mai 1907 (erster Wahlgang) durchgeführt. Die Stichwahl entfiel auf Grund der absoluten Mehrheit für Svěcený im ersten Wahlgang.
| Kandidat                                                                      | Partei                                  | Wahlkreis- stimmen | Prozent |
| ----------------------------------------------------------------------------- | --------------------------------------- | ------------------ | ------- |
| Antonín Svěcený                                                               | Tschechische Sozialdemokratische Partei | 6947               | 57,8 %  |
| Stanislav Kubr                                                                | Tschechische Agrarpartei                | 2886               | 24,0 %  |
| Josef Klečák                                                                  | Tschechisch national-soziale Partei     | 1715               | 14,3 %  |
| Vlastimil Hálek                                                               | Christlich-sozialer Agrarier            | 310                | 2,6 %   |
| Václav Krumbholz                                                              | Jungtschechen                           | 135                | 1,1 %   |
|                                                                               | Sonstige Parteien                       | 16                 | 0,1 %   |
| Wahlberechtigte: 13.153, Ungültige/Leere Stimmen: 69, Wahlbeteiligung: 91,8 % |                                         |                    |         |

### Reichsratswahl 1911
Die Reichsratswahl 1911 wurde am 13. Juni 1911 (erster Wahlgang) durchgeführt. Die Stichwahl entfiel auf Grund der absoluten Mehrheit für Svěcený im ersten Wahlgang.
| Kandidat                                                                       | Partei                                               | Wahlkreis- stimmen | Prozent |
| ------------------------------------------------------------------------------ | ---------------------------------------------------- | ------------------ | ------- |
| Antonín Svěcený                                                                | Tschechische Sozialdemokratische Partei              | 7081               | 60,2 %  |
| Jindřich Tomašovský                                                            | Tschechische Agrarpartei                             | 2443               | 20,8 %  |
| Emanuel Neumann                                                                | Tschechisch national-soziale Partei                  | 1808               | 15,4 %  |
| Josef Vykysalý                                                                 | Tschechische Christlichsoziale Partei                | 313                | 2,7 %   |
|                                                                                | Tschechische staatsrechtlich-fortschrittliche Partei | 68                 | 0,6 %   |
|                                                                                | Sonstige Parteien                                    | 40                 | 0,3 %   |
| Wahlberechtigte: 14.111, Ungültige/Leere Stimmen: 133, Wahlbeteiligung: 84,2 % |                                                      |                    |         |